# Linfoma maligno tiroideo
Il linfoma maligno tiroideo è un linfoma che prende origine all'interno della ghiandola tiroide. Non viene definito linfoma tiorideo quello conseguente a metastasi intratiroidea di un linfoma di altra sede.
I linfomi maligni tiroidei costituiscono circa il 5% delle neoplasie maligne tiroidee ed il 3% dei linfomi non Hodgkin.

## Caratteristiche istologiche
Sono in genere linfomi non Hodgkin, mentre una localizzazione tiroidea primitiva del linfoma di Hodgkin è estremamente rara.
Le ipotesi patogenetiche sulla genesi di questi tumori sono molte, fra le più accreditate quella che ipotizza uno stretto rapporto con la tiroidite di Hashimoto, derivando in questo caso la neoplasia dalla trasformazione maligna dell'infiltrato linfocitario tipico della tiroidite stessa. L'agoaspirato tiroideo consente la diagnosi istologica della neoplasia.
Fra gli istotipi più frequenti del linfoma non Hodgkin tiroideo vi sono quello a grandi cellule, quello follicolare, il maltoma o linfoma del MALT (Mucosa Associated Lynphoid tissue), mentre più infrequente è il linfoma di Burkitt.
Si pone la diagnosi differenziale con i carcinomi anaplastici, con i carcinomi midollari e follicolari. La diagnosi è resa più semplice dalla caratterizzazione immunofenotipica delle cellule linfomatose.

## Presentazione clinica
Comunemente si presenta più frequentemente in soggetti fra i 60 ed i 70 anni, come una massa tiroidea rapidamente evolutiva, più spesso nodulare che diffusa, con frequenti manifestazioni compressive, difficoltà respiratoria, disfagia e dolore locale.
Frequenti sono le metastasi linfonodali latero-cervicali.

## Diagnosi
Dopo la caratterizzazione istologica del tumore, le metodiche di imaging consentono di studiarne l'estensione locale e le eventuali localizzazioni a distanza. In genere sono indispensabili una radiografia del torace, una tomografia computerizzata o risonanza magnetica della testa e del collo ed una PET total body per determinare la presenza di eventuali localizzazioni linfomatose multiple. Un puntato midollare fa in genere parte del percorso diagnostico.

## Prognosi
La prognosi dipende dal tipo istologico e dall'estensione della neoplasia. Se il tumore è localizzato esclusivamente dentro la tiroide, la sopravvivenza a 5 anni è dell'80 %, mentre scende intorno al 40 % in caso di estensione extratiroidea, sia locoregionale che a distanza.
La prognosi varia a seconda che si tratti di linfomi ad alto, intermedio o basso grado di malignità. I linfomi derivati dal MALT hanno una prognosi buona nell'immediato e medio termine, ma frequentemente presentano successive localizzazioni in altri tessuti linfoidi correlati al MALT.

## Terapia
Le forme ad esclusiva localizzazione intratiroidea vengono trattate con tiroidectomia totale; quelle con estensione extracapsulare o linfonodale vengono trattate anche con i protocolli chemioterapici classici dei linfomi non Hodgkin. Uno dei protocolli più seguiti e quello CHOP (Ciclofosfamide, Hidrossidaunorubicina, Oncovin, Prednisone) seguito da un ciclo di consolidamento con radioterapia.